# シチリアのアガタ
シチリアのアガタ または聖アガタ（イタリア語: Sant'Agata、 ? - 250年頃）は、キリスト教の聖女。カトリック教会・正教会・非カルケドン派で聖人。

## 概説
記念日は、グレゴリオ暦・修正ユリウス暦では2月5日、ユリウス暦を使用する正教会では2月18日に相当。
250年頃に殉教したとされる。カターニアの守護聖人。カトリック教会のミサの中で名前が読み上げられる七人の女性の一人（聖母マリアは除く）。正教会では聖致命女アガフィヤとして記憶される。

## 生涯
シチリアのアガタは、シチリア島・カターニアで生まれた。 伝承によれば、美しいアガタは当時シチリアを支配していたローマ人権力者から目をつけられたが、その意に従わなかったため、彼はキリスト教徒であることを理由にアガタを捕らえて苦しみを与えた。拷問の中でアガタは両方の乳房を切り落とされたとされる。そのために彼女は切り落とされた乳房を皿の上に乗せて持つ姿で描かれることが多い。彼女が捧げ持つ乳房の形との関連からアガタは鐘職人やパン屋の守護聖人とされてきたが、近代に入ると乳癌患者の守護聖人ともされた。彼女は火あぶりにされることになったが、まさに刑が執行されようとしたときに地震が起きたために処刑を免れたという。アガタは後に獄中で命を落とした。
1551年にオスマン帝国がマルタ島に侵攻したとき、人々はアガタにとりなしを祈り、結果的にマルタ島は守られたため、マルタの守護聖人ともなった。